# Winston-Salem, Carolina de Nord
Winston-Salem este un oraș cu o populație de 185.776 de locuitori, localizat în comitatul Forsyth, statul Carolina de Nord, Statele Unite ale Americii. 
În această localitate și-a început activitatea cu tutun omul de afaceri R.J. Reynolds, primele lui țigări primind denumirea orașului, Winston și Salem. 
Orașul mai este cunoscut și pentru gogoșile Krispy Kreme, dar și pentru că primul sediu al băncii Wachovia a fost localizat aici. În Winston-Salem se află și una dintre cele mai prestigioase universități din Statele Unite, Universitatea Wake Forest.